# شوروپاک
شوروپاک یا شوروپاگ (سومری: محل شفا) شهری باستانی در سومر بود که در ۵۶ کیلومتری جنوب نیپور بر کرانۀ رود فرات قرار داشت. امروزه شهر تل فارا در استان القادسیه‌ی عراق در محل این شهر باستانی است.
شوروپاک به نینلیل یا سود، خدای دانه (گندم و جو) و نسیم پیشکش شده بود.